# Babadağ (Berg, Muğla)
Der Babadağ ist ein 1969 m hoher Berg in der türkischen Provinz Muğla im Südwesten der Türkei, oberhalb der Gemeinde Ölüdeniz und etwa 20 Kilometer südöstlich der Stadt Fethiye. Er wird ganzjährig als Ausgangspunkt für Paragliding oberhalb der Bucht von Öludeniz genutzt. Der Lykische Weg führt westlich daran vorbei.